# Muzeum w Tykocinie
Muzeum w Tykocinie – Oddział Muzeum Podlaskiego w Białymstoku – mieszczące się we wnętrzach Wielkiej Synagogi z 1642 r. i Domu Talmudycznego.
Muzeum gromadzi i przechowuje pamiątki bogatej historii Tykocina, w tym szczególnie zabytki kultury żydowskiej, która rozwijała się tutaj od 1522 roku. Natomiast w budynku dawnego Domu Talmudycznego mieszczą się wystawy związane z dawna historią Tykocina i okolic.

## Wystawy stałe
- Dom Talmudyczny: galeria malarstwa Zygmunta Bujnowskiego,
- Dom Talmudyczny: Gabinet Glogerowski,
- Dom Talmudyczny: Wśród pamiątek po prowizorach farmacji – dawna apteka w małym miasteczku,
- Wielka Synagoga: Wnętrze Synagogi z 1642,
- Wielka Synagoga: Pokój rabina (w wieży synagogi),
- Wielka Synagoga: Seder Pesach, czyli wieczerza paschalna (w wieży synagogi).

## Galeria

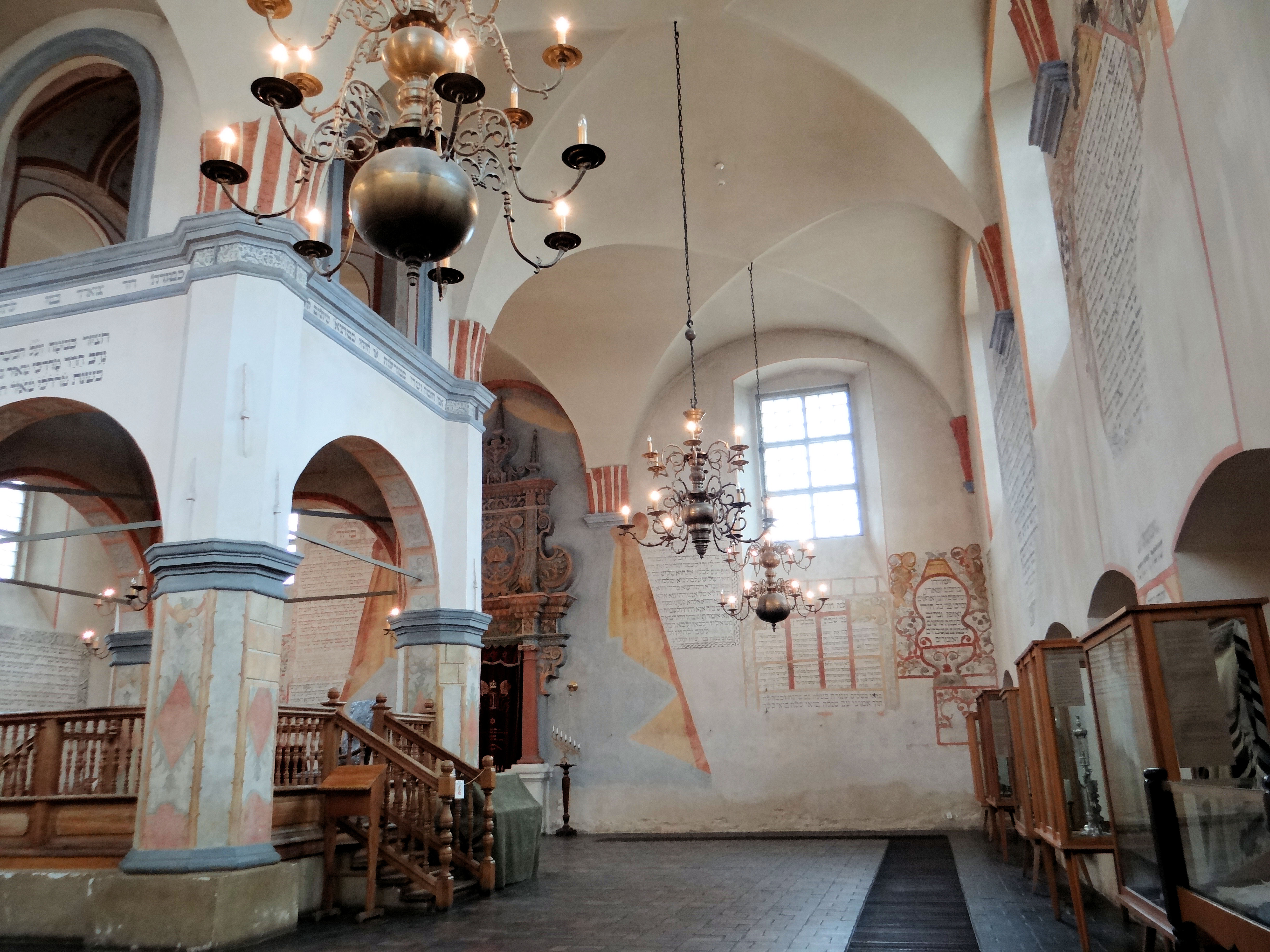
Wnętrze Synagogi Wielkiej – bima
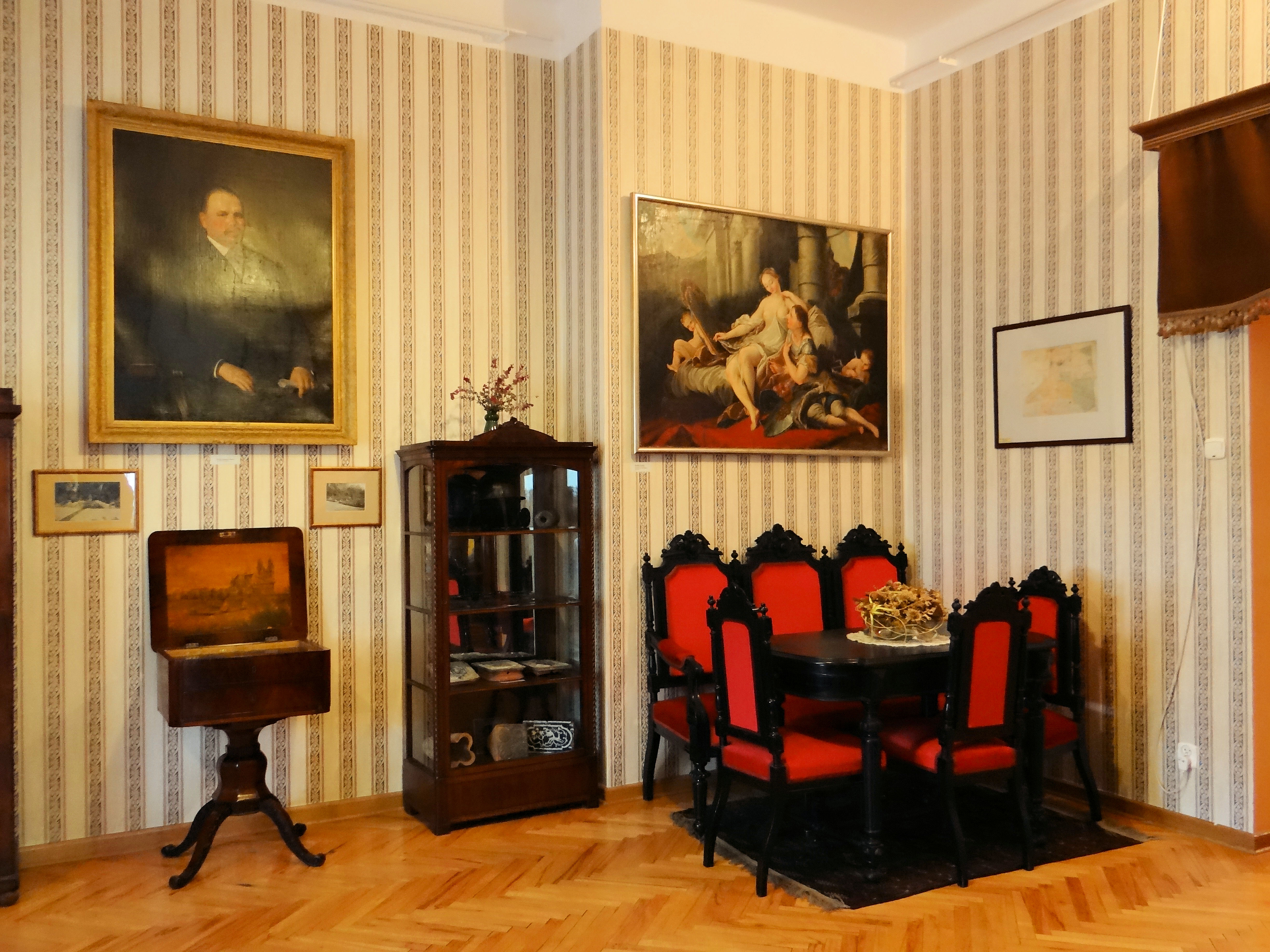
Wnętrze Synagogi Małej – Dom Talmudyczny, obecnie muzeum
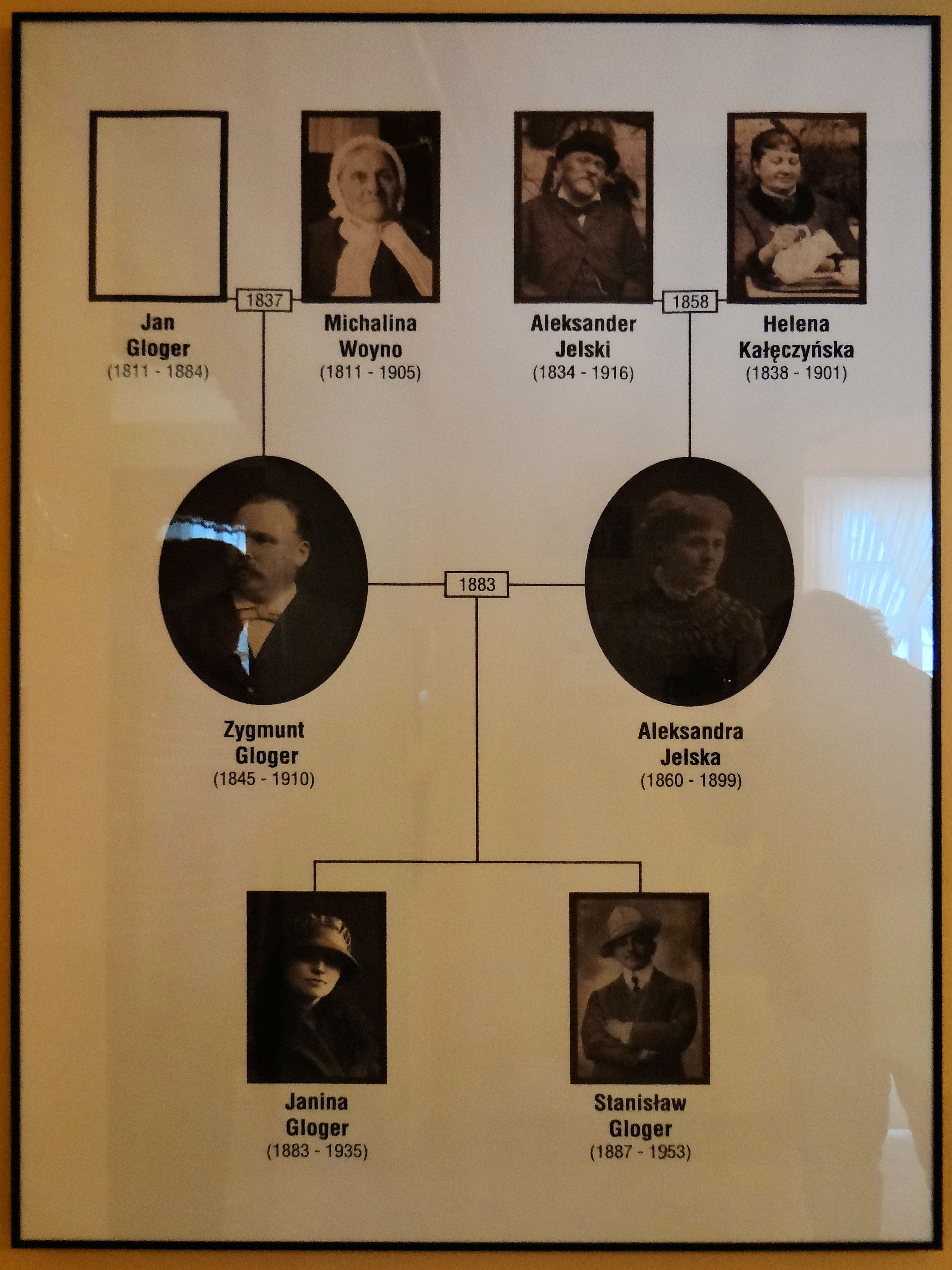
Gabinet Glogerowski – drzewo genealogiczne